# Acquatraversa
Acquatraversa è la zona urbanistica 20B del Municipio Roma XV di Roma Capitale. Si estende sul suburbio S. XI Della Vittoria.

## Geografia fisica

### Territorio
La zona confina:
- a nord con la zona urbanistica 20C Tomba di Nerone
- a sud-est con la zona urbanistica 20D Farnesina
- a sud con la zona urbanistica 19A Medaglie d'Oro
- a ovest con la zona urbanistica 19E Trionfale

## Storia
Già in epoca etrusca era attraversato dall'antica via Veientana. Prende il nome dal Fosso dell'Acquatraversa, citato dal Nibby in relazione al ponte sulla Cassia, nelle vicinanze del quale avrebbe sostato Annibale con le sue truppe, prima di saccheggiare il ricchissimo tempio di Lucus Feroniae. Il fosso, un tempo un rio ricco di acque, oggi si presenta in una situazione di estremo degrado ambientale.
Nella tenuta dell'Acquatraversa, di proprietà della famiglia Borghese, nel periodo compreso tra il pontificato di Papa Paolo V e quello di Papa Clemente X, furono condotte diverse ricerche archeologiche (ricerche di antichità), che portarono alla scoperta di diversi reperti, tra i quali un busto di Lucio Vero, una Venere, resti di due statue colossali (Marco Aurelio e Lucio Varo), alcune colonne di alabastro, e parte di una condotta in piombo.

## Geografia antropica

### Urbanistica
L'area urbana si sviluppa lungo il viale Cortina d'Ampezzo.